# عبد السلام الشطي
عبد السلام بن عبد الرحمن بن مصطفى الشطي (1840 - 1878 م) (1256 - 1296 هـ) فقيه مسلم ومتصوف وشاعر سوري من أهل القرن التاسع عشر الميلادي/الثالث عشر الهجري. ولد في دمشق من أسرة أصلها من بغداد ونشأ بها. درس العلوم الدينية والفقهية على علماء زمانه. أخذ الطريقة القادرية وسافر إلى إسطنبول في 1876 ودرّس بالمدينة أدرنة. عيّن إمامًا للحنابلة في الجامع الأموي بدمشق. توفي في دمشق. كان له ولع بالآداب، واشتهر بذكائه الحاد، وشعره الرقيقِ حُسنِ النظم. له ديوان شعر، طبعه حفيده محمد جميل الشطي في 1908. وله عدة رسائل وأوراد، مخطوطة. 

## سيرته
ولد عبد السلام بن عبد الرحمن بن مصطفى بن محمود الشطي سنة 1840 م/ 1256 هـ في دمشق ونشأ فيها في أسرة أصلها من بغداد. قرأ القرآن وتعلم الخط وهو دون السبع، ثم درس العلوم الدينية والفقهية على علماء زمانه. أخذ عن محمد سليم العطار التفسير والحديث، ثم قام برحلات من عام 1857 حتى 1867 إلى القاهرة، والحجاز. وفي مصر استجاز من علمائها. كما استجازه جمال بن عمر المكي رئيس المدرسين بالمسجد الحرام، وأحمد محيي الدين الحسيني مفتي مدينة غزة.

سافر إلى أسطنبول في 1876 ، وقام بالتدريس في مدينة أدرنة. أخذ الطريقة القادرية عن محمد نوري القادري. وعين إمامًا للحنابلة بالجامع الأموي في دمشق، «وكان فيه مزاح ودعابة مع صلاح.»

توفي عبد السلام الشطي في دمشق سنة 1296 هـ/ 1878 م.

## شعره
له ديوان أشعار جمعه محمد جميل الشطي وطبعه في 1908 وهو في نحو أربعمائة بيت، في قصائد متنوعة الموضوع. نظم القصيدة، والموشحة وشعره «يغلب عليه التقليد يرتبط بالمناسبات. مارس التشطير والتخميس والتاريخ الشعري، تنوعت موضوعات قصائده بين المديح النبوي والفخر بالوطن (الشام) والفخر بأسرته وتقريظ الكتب، كما مدح كبراء العصر. قد يسرف في استخدام البديع حتى ينظم أبياتًا مهملة (بغير نقط) وأبياتًا مطرزة (يبدأ كل بيت بحرف، لتصنع الحروف كلمة أو اسمًا معينًا).»

## وصلات خارجية
- في بوابة الشعراء